# Mesoraphidia furcivenata
Mesoraphidia furcivenata là một loài côn trùng trong họ Mesoraphidiidae thuộc bộ Raphidioptera. Loài này được Ren in Ren et al. miêu tả năm 1995.